# Список дворцов Парижа

## Официальные дворцы
Парижские дворцы с королевским прошлым или занимаемые официальными властями:
- Дворец Правосудия (le Palais ou Palais de justice)
- Елисейский дворец (Palais de l'Élysée) — резиденция президента
- Люксембургский дворец (Palais du Luxembourg) — Французский Сенат
- Бурбонский дворец (Palais Bourbon) — Национальная ассамблея Франции
- Дворец Матиньон (Hôtel Matignon) — резиденция премьер-министра
- Пале-Рояль (Palais-Royal)
- Йенский дворец (Palais d’Iéna)
- Дворец Тюильри (Palais des Tuileries)
- Луврский дворец (Palais du Louvre)
- Дворец Почётного легиона (Palais de la Légion d’honneur)

Прим.: Версальский дворец не входит в этот список, потому что находится вне Парижа, в его пригороде.

## Гражданские дворцы
Следующие парижские здания заслужили звание дворца за своё монументальное величие:
- Дворец Броньяр (Palais Brongniart) — Парижская фондовая биржа
- Дворец Шайо (Palais de Chaillot)
- Дворец Гарнье (Palais Garnier)
- Дворец Камбон (Palais Cambon)
- Дворец Трокадеро (Palais du Trocadéro)
- Дворец открытий и изобретений (Palais de la découverte)
- Большой Дворец (Grand Palais)
- Малый Дворец (Petit Palais)
- Дворец съездов (Palais des Congrès)
- Токийский дворец (Palais de Tokyo)
- Дворец спорта Берси (Palais Omnisports de Paris-Bercy)
- Дворец спорта (Palais des Sports)
- Розовый дворец (Palais Rose de l’avenue Foch) больше не существует.
- Зеркальный дворец (Palais des Glaces)